# Hirundo albigularis
A Hirundo albigularis (fehértorkú fecske) a madarak osztályának verébalakúak rendjébe és a fecskefélék (Hirundinidae) családjába tartozó faj.

## Előfordulása
Angola, Botswana, a Kongói Demokratikus Köztársaság, Lesotho, Malawi, Mozambik, Namíbia, a Dél-afrikai Köztársaság, Szváziföld, Zambia és Zimbabwe vízközeli helyein, városaiban fordul elő. A Kongói Köztársaság és Tanzánia területén kóborló.

## Megjelenése
Testhossza 14–17 centiméter. Szárnyai, feje, háta és farka fényes sötét fekete-kék, homloka gesztenye barna. Fekete mellörve választja el fehér torkát piszkos fehér hasától.

## Életmódja
Tápláléka repülő rovarokból áll.

## Szaporodása
Csésze alakú sárból készített fészkét fűvel vagy szőrrel béleli. Fészkét sziklafalra, hídra, gátra, lakatlan házra készíti, amelyet használ a további években is. Fészekalja általában 3 fehér, barna és kék foltos tojásból áll, melyen a tojó egyedül kotlik 15–16 napon keresztül. A fiatalokat mindkét szülő eteti 20-21 napon keresztül, ám a fiókák még visszajárnak pár napig a fészekhez éjszakázni. A fiatalok tudnak úszni rövid ideig, ha a fészek véletlenül vízbe esne.